# Good to Great Tennis Academy
Good to Great är en tennisakademi i Danderyd utanför Stockholm. Akademin öppnades 2011 och har 2014 35 unga tennisspelare från hela landet. Initialt verkade akademin i SALK-hallen i Bromma utanför Stockholm men bedriver sedan 2014 verksamheten i Järfälla. 
Grundarna av Good to Great Tennis Academy är före detta tennisproffsen Magnus Norman, Nicklas Kulti och Mikael Tillström.  Sedan 2012 stöttas verksamheten av flera stora svenska företag som Lundin Oil, Catella, Bactiguard och KPMG. 
Spelarna är främst yngre svenska spelare från 12 år och uppåt, bland annat Mikael Ymer. Mikaels storebror Elias Ymer tränade på akademin åren 2010-2015. Magnus Norman verkar även som tränare för Stanislas Wawrinka och Mikael Tillström är tränare för den franske tennisstjärnan Gael Monfils inom ramen för företaget.